# Hennepnetelspanner
De hennepnetelspanner (Perizoma alchemillata) is een nachtvlinder uit de familie van de spanners. De spanwijdte van de vlinder bedraagt tussen de 14 en 18 millimeter.
Per jaar wordt één generatie voortgebracht die vliegt van mei tot en met augustus. De hennepnetelspanner is een algemene vlinder in Nederland en België.
Waardplanten van de rupsen zijn onder andere paarse dovenetel, dauwnetel en gewone hennepnetel.